# Quelli che restano
Quelli che restano è un singolo di Elisa e Francesco De Gregori, pubblicato nel 2018 come primo estratto dal decimo album in studio di Elisa Diari aperti.

## Descrizione
Il brano è stato scritto da Elisa con arrangiamento orchestrale di Patrick Warren. In un'intervista a TV Sorrisi e Canzoni, Elisa ha raccontato la scelta di aver inviato il brano a Francesco De Gregori già scritto e arrangiato:

## Accoglienza
Rolling Stone Italia ha descritto il brano «un gioiello di intimità» in cui le voci dei due artisti «si intrecciano, vibrando su uno sfondo di atmosfere calde», definendolo «uno dei lavori più maturi e complessi dell’intera produzione di Elisa». Recensendo l'album per il medesimo sito, Mattia Barro definisce il brano «il più matto e il più punk» del progetto discografico, scrivendo che la presenza di De Gregori porta al fatto che «se ne parli bene sei un vecchio nostalgico, e se ne parli male sei un giovane irrispettoso», ma per questo motivo risulta «fighissimo» per il giornalista «sentirli armonizzare "ci avrete preso per coglioni"». Barro scrive inoltre che la produzione «fin troppo canonica» consente «l'intera attenzione all’intimità di questi testi».
Fabio Fiume di All Music Italia scrive che il brano «è poesia, è una storia, è un racconto, è qualcosa da dire e qualcosa da ascoltare» definendo la produzione  «delicata» in cui le voci «imparando a dosarsi, bilanciarsi, lasciarsi scorrere a vicenda, senza prevaricarsi». Fiume descrive il lavoro di Elisa «di sottrazione, di sentimento, di pulizia» rispetto ai suoi progetti precedenti definendolo uno dei «piccoli miracoli» della musica italiana che vanno «celebrati, guardati con stima e contentezza, come si guarda una cosa bella». Billboard Italia scrive che «l’intensità dell’interpretazione dei due è davvero qualcosa di commovente».

## Video musicale
Il videoclip, diretto dal duo YouNuts! (Niccolò Celaia e Antonio Usbergo), è stato realizzato in bianco e nero e girato presso il Teatro Flaiano di Roma con Elisa e De Gregori che interpretano il brano.

## Tracce
1. Quelli che restano – 4:25 (Elisa)

## Classifiche
| Classifica (2018) | Posizione massima |
| ----------------- | ----------------- |
| Italia            | 38                |